# شاهزاده خون‌آشام

طرح روی جلد نسخه آمریکایی

شاهزاده اشباح داستانی نوشته دارن شان به ترجمه سوده کریمی از سری قصه‌های سرزمین اشباح(ششمین جلد)

## رده بندی
رمان تخیلی نوجوانانه، کمی ترسناک

## مشخصات نسخه فارسی
در 197 صفحه توسط انتشارات قدیانی(کتاب‌های بنفشه) چاپ و منتشر شده‌است.

## داستان
دارن شان شخصیتی است نیمه شبح پس از فهمیدن اینکه کوردا اسمالت یک خاپن است با مشکات فراوان او را لو می‌دهد و نقشه‌ای می‌کشد تا ۳۰ شبح واره را از بین ببرند و که نقشه با موفقیت اجرا می‌شود و در این بین یک شبح شجاع کشته می‌شود و شبح دیگری نیز یک چشمش ر از دست می‌دهد اما باید بمیرد چون از قوانین تخطی کرده‌است اما شاهزاده‌ها اشباح قوانین را دور می‌زنند و دارن را به بالاترین مقام یعنی شاهزاده اشباح می رسانند تا او کشته نشود.وبا این کار دارن که یک نیمه شبح بود به بالاترین مقام دنیای اشباح می‌رسد.

## نکته
جی‌کی‌رولینگ خواندن این کتاب را برای هری پاتر دوستان توصیه کرده‌است.(به عکس جلد نسخه آمریکایی دقت کنید)